# Stadtarchiv Stralsund

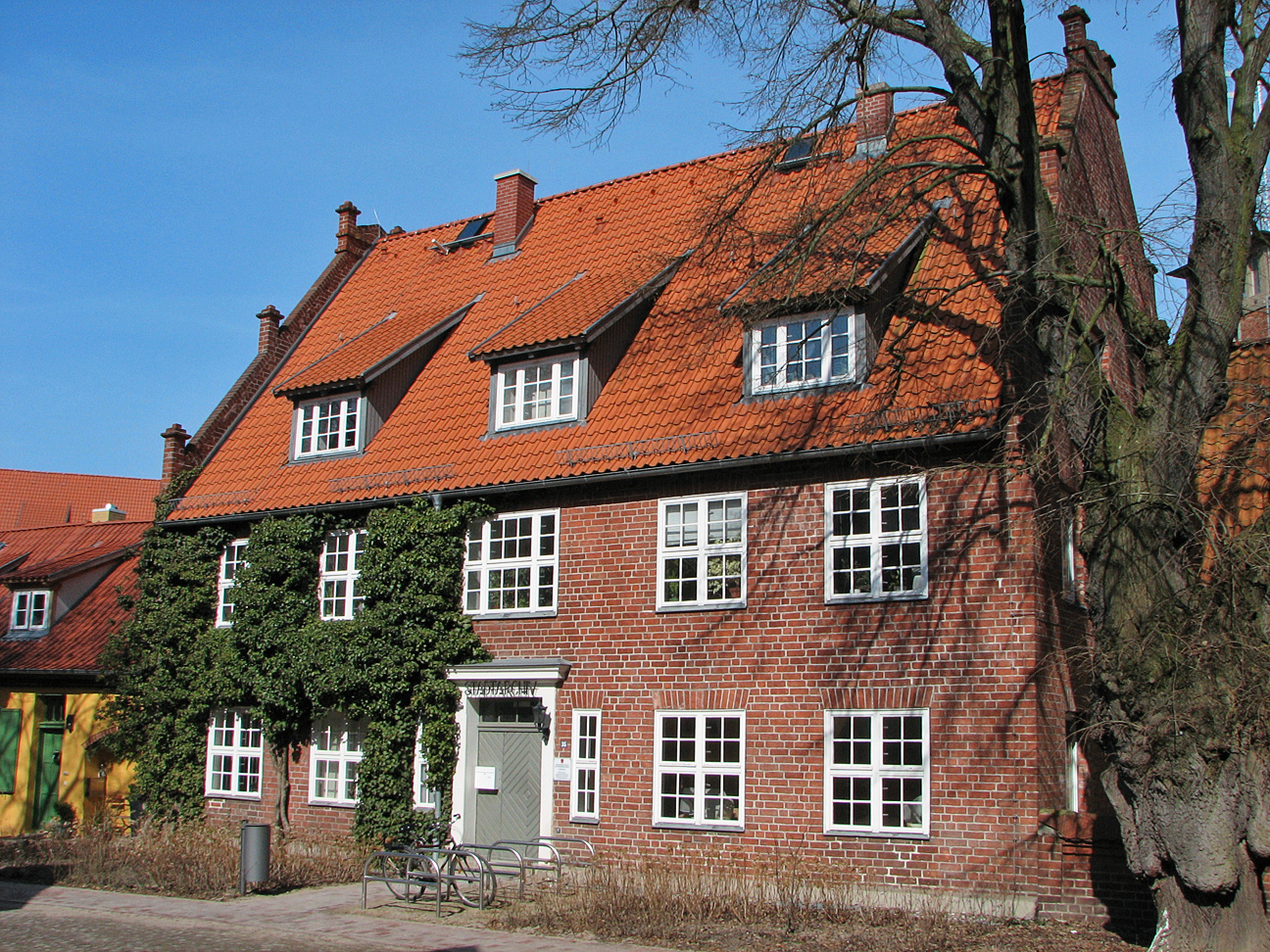
Verwaltungsgebäude des Stadtarchivs (2006)

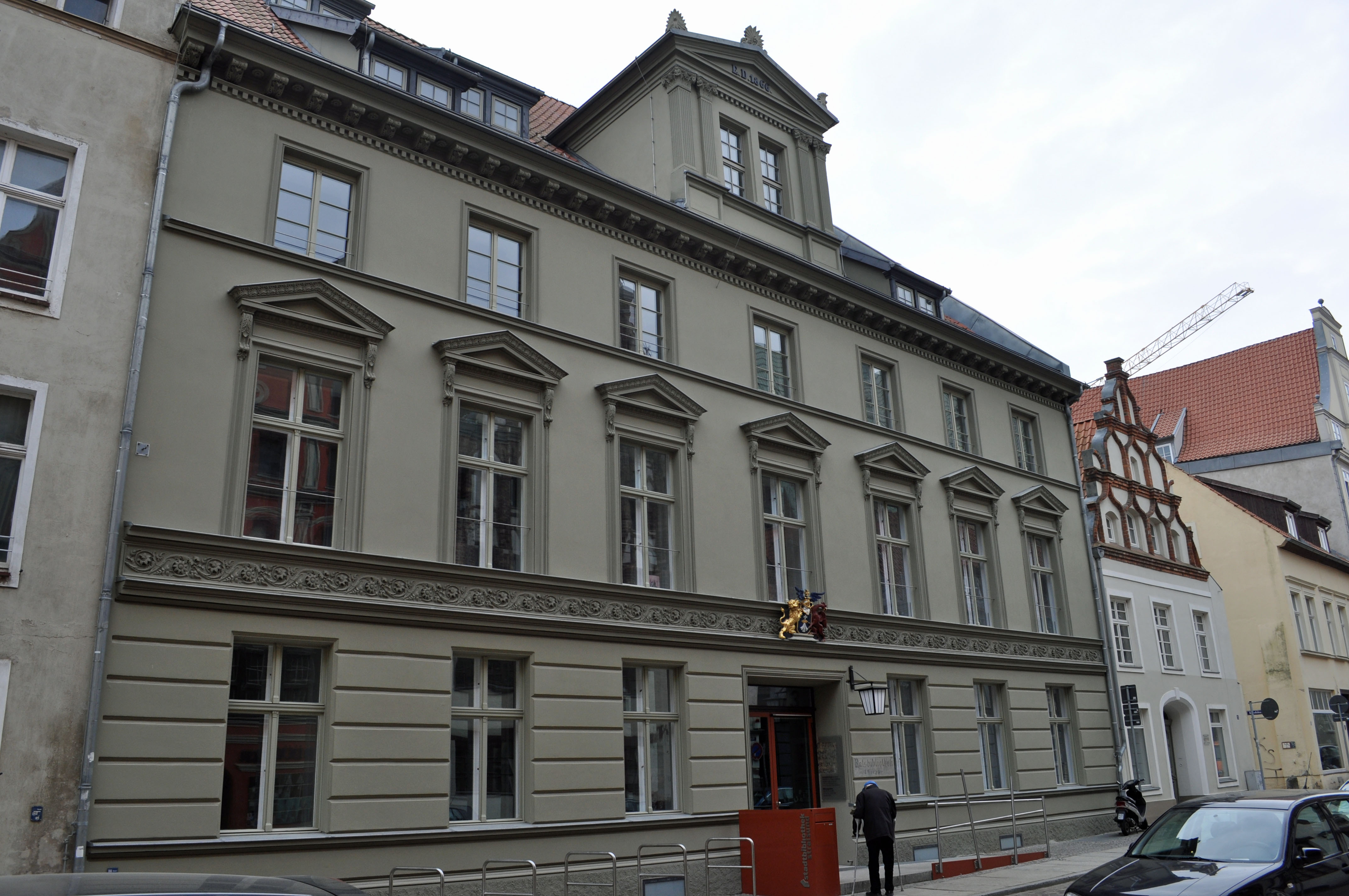
Badenstraße 13, Hauptstelle des Stadtarchivs bis 2001, heute Stadtbibliothek

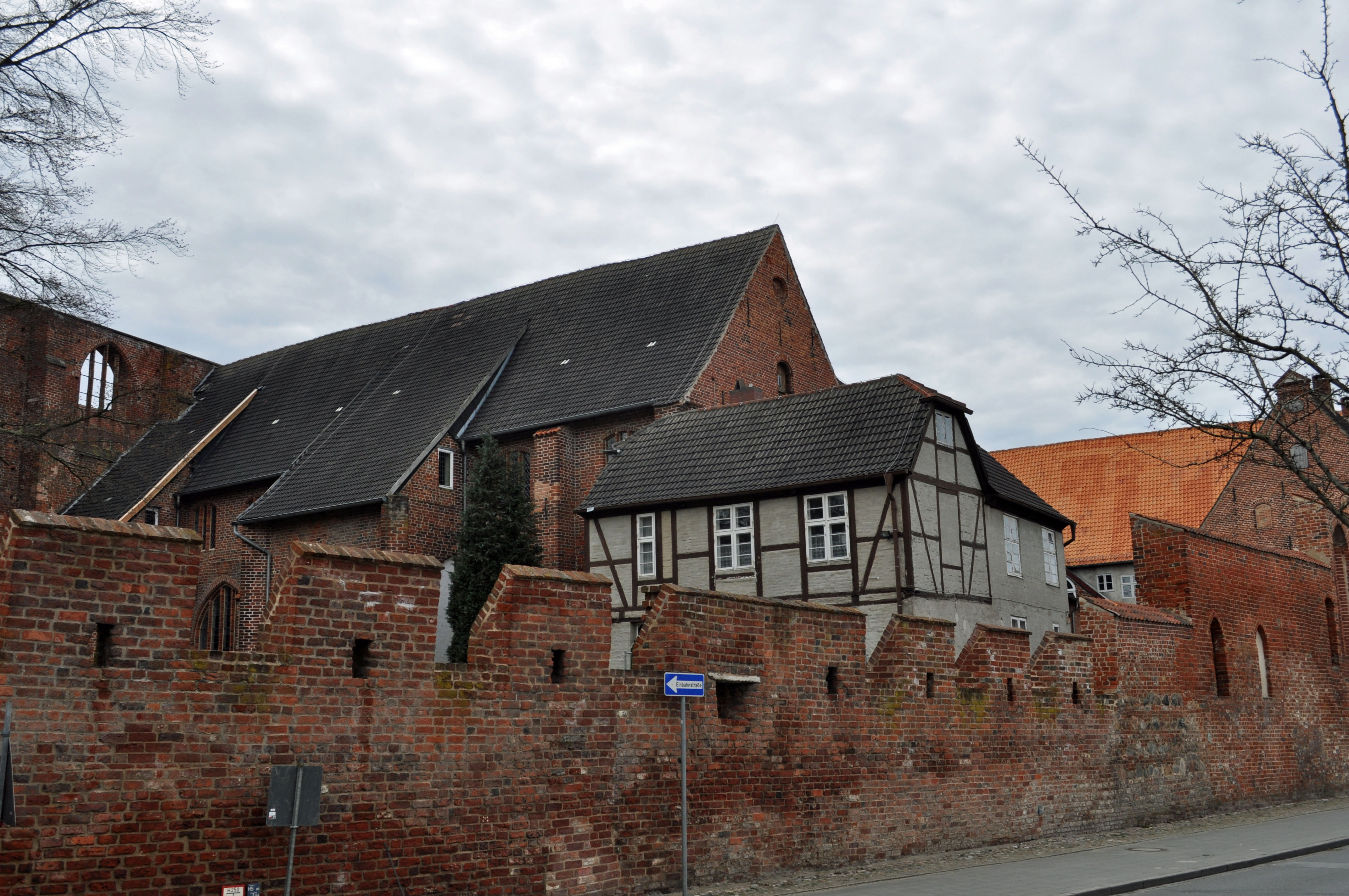
Johanniskloster, Außenstelle seit 1964, vom Fährwall aus

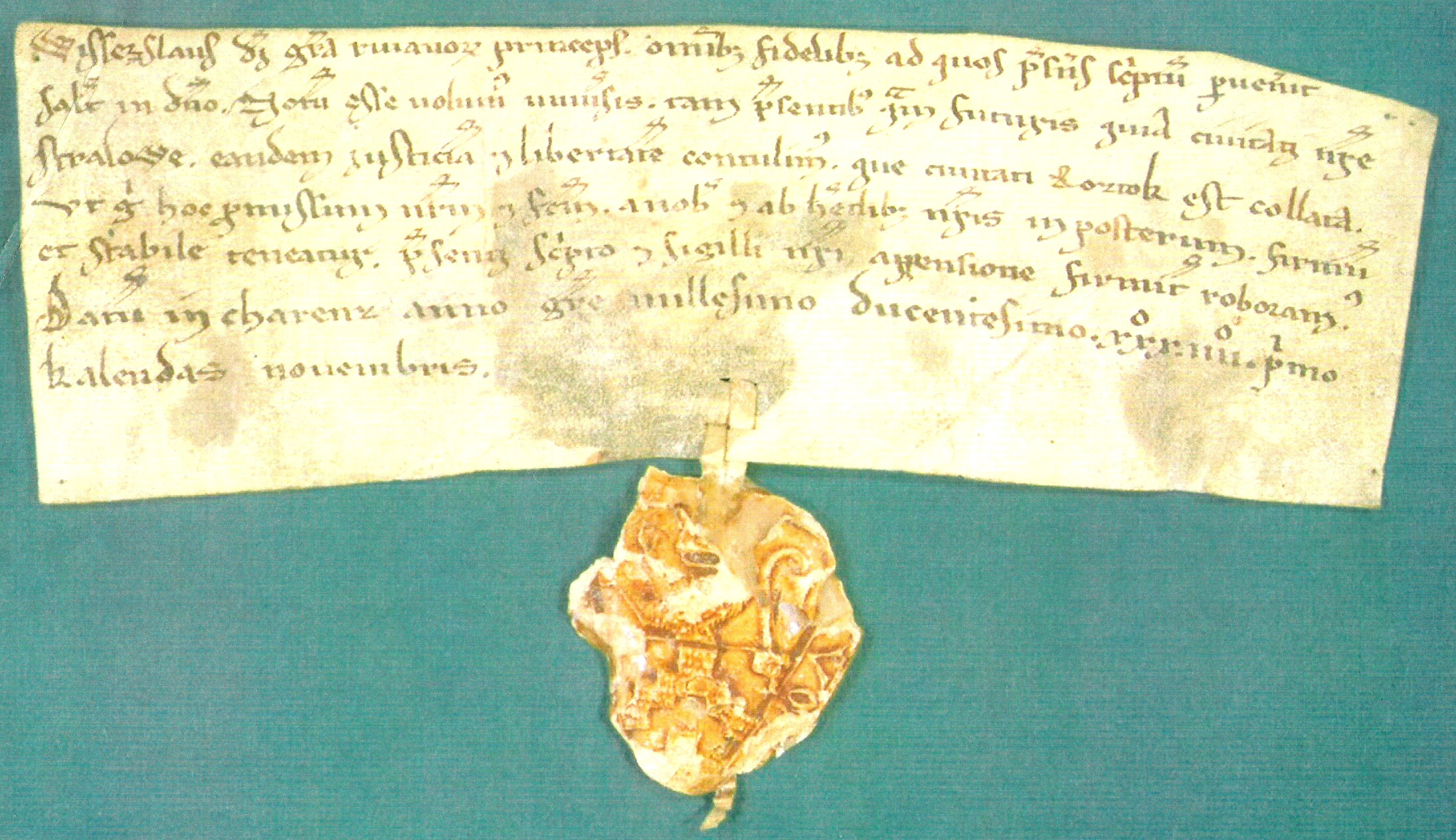
Gründungsurkunde von 1234

Das Stadtarchiv Stralsund ist eine wissenschaftliche Einrichtung der Stadt Stralsund, das über einen umfangreichen Bestand an Akten, Urkunden, Fotos, Karten, Rissen und Büchern verfügt. Das Stadtarchiv befindet sich in einem Nebengebäude des ehemaligen Klosters der Franziskaner, dem Johanniskloster in der Schillstraße. Die meisten seiner Bestände sind seit 2018 in einem gemeinsam mit dem Stralsund Museum genutzten Depot in der Straße „Zur Schwedenschanze“ untergebracht.

## Geschichte und Bestand
Das Archiv verwahrt im Auftrag der Stadtverwaltung alles archivwürdige Schriftgut sowie seit 1937 auch den älteren Bestand der Stadtbibliothek.
Im Mittelalter wurden die Privilegien und sonstigen Urkunden nicht zentral an einem Ort wie in Lübeck oder Greifswald aufbewahrt, sondern in den Wohnhäusern der Ratsherren in kleinen Kisten nach Ausstellern geordnet. Später kamen sie dann in einen gesonderten Raum ins Rathaus. Im 16. Jahrhundert machte sich der spätere Bürgermeister Bartholomäus Sastrow als Protonotar um die Ordnung der Urkunden und Akten verdient. Von ihm stammt ein noch erhaltenes Rubrikenbuch, d. h. ein thematisch geordnetes Verzeichnis der Urkunden. Von 1598 datiert ein von Johannes Vahl angefertigtes Verzeichnis der im Kanzleigewölbe des Rathauses aufbewahrten Akten und Urkunden. Bis ins 19. Jahrhundert wurden die Bestände nur gelegentlich neu geordnet bzw. die Ordnungen überarbeitet. Das Archiv war wie allgemein üblich die reponierte Registratur der Kanzlei. Verantwortlich war der 1. Syndikus der Stadt. In einer Instruktion von 1654 heißt es bei dessen Aufgaben, er habe „1.) die aufsicht auf das archivum, das solches in guten verwahrsam undt ordnung erhalten werde.“ Daneben gab es aber eigene Registraturen der verschiedenen städtischen Gerichte, der Pfundkammer, der Achtmannskammer, der Klöster und Hospitäler usw. Ende des 18. Jahrhunderts beschäftigte sich Johann Albert Dinnies mit den Archivbeständen, insbesondere mit den Urkunden. Er legte mehrere handschriftliche Urkundenbücher an. Ihm folgte in der ersten Hälfte des 19. Jahrhunderts Arnold Brandenburg, zu dessen Aufgaben als Syndikus die Betreuung des Archivs sowieso gehörte. 1868 und 1869 ordnete Ferdinand Fabricius im Auftrag des Rates die Archivbestände, aber zu einer dauerhaften Anstellung eines hauptamtlichen Archivars kam es bis zum Ende des Zweiten Weltkrieges nicht. Vielmehr wurde Fritz Adler 1919 neben der Leitung der Volkshochschule, der Stadtbibliothek und des Museums auch die Aufsicht über die noch im Rathaus verwahrten Archivbestände übertragen. Aus Anlass der Feierlichkeiten zum 200. Jahrestag der siegreichen Beendigung der Belagerung der Stadt durch Wallenstein beauftragte die Stadt 1928 den pensionierten Stettiner Staatsarchivdirektor Hermann Hoogeweg mit der Neuordnung der Archivbestände. Er regestierte v. a. die Urkundenbestände, eine Arbeit, über die er 1930 hinweg starb. In den 1930er und 1940er Jahren machte sich insbesondere Peter Pooth um die weitere Erschließung der Archivbestände verdient. Seit 1952 ist das Archiv hauptamtlich mit wissenschaftlichen Mitarbeitern besetzt. Nach dem Zweiten Weltkrieg wurden Räumlichkeiten in der Badenstraße bezogen, um zum einen die Archivmaterialien unterzubringen, die während des Krieges ausgelagert worden waren, und zum anderen den Mitarbeitern Platz für ihre Sichtungen und wissenschaftlichen Arbeiten zu schaffen. Ab 1964 wurden unter der Leitung von Herbert Ewe, der später Ehrenbürger der Stadt werden sollte, die Räumlichkeiten des ehemaligen Klosters ausgebaut.
Das Archiv gehört zu den größten seiner Art in Deutschland. Vor allem umfangreiche Unterlagen aus dem Mittelalter und der Frühen Neuzeit machen es über die eigentliche Stadtgeschichte Stralsunds hinaus für die Erforschung der Geschichte der Hanse und Pommerns interessant.
Die Stadtbücher der Stadt Stralsund sind seit 1270 lückenlos vorhanden, Bürgerbücher seit dem Jahr 1319. Zu den wichtigsten Beständen zählen aber zweifellos die beiden Stadtrechtsverleihungsurkunden vom 31. Oktober 1234 und 25. Februar 1240, die beiden Urkunden zum Stralsunder Frieden vom 24. Mai 1370, die älteste Stadtchronik aus dem 15. Jahrhundert sowie der Allianzvertrag mit Schweden vom 25. Juni 1628, der die fast zweihundertjährige Zugehörigkeit Stralsunds zum nordischen Königreich begründete.
Im Jahr 2004 wurde im Archiv die älteste papierne Urkunde Dänemarks entdeckt. Weitere Kostbarkeiten sind u. a. die von einem unbekannten Künstler zwischen 1611 und 1615 gefertigte Stralsunder Bilderhandschrift mit den Darstellungen sämtlicher vorpommerscher Städte, 9.000 Urkunden, über 100.000 Bücher und Handschriften (die ältesten aus dem 13. Jahrhundert), Holzschnitte aus dem 15. Jahrhundert, Siegel, der Codex Stralesundensis (eine Handschrift aus dem 15. Jahrhundert) sowie die Bibliothek des Grafen Axel von Löwen.

## Bibliothek

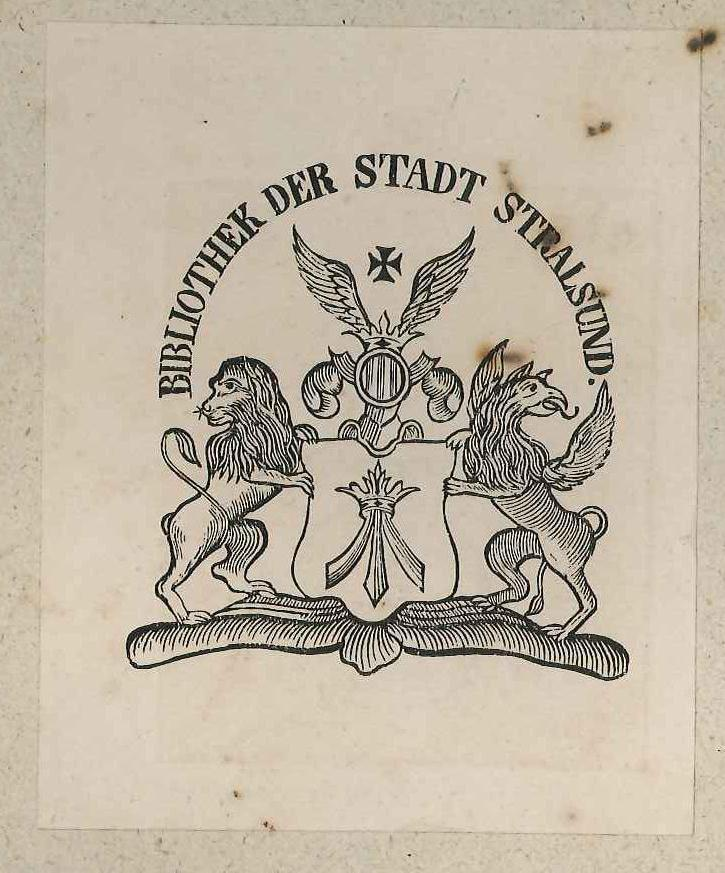
Exlibris der Bibliothek aus dem 19. Jahrhundert

Die Archivbibliothek hat einen ungewöhnlich großen Gesamtbestand von etwa 100.000 Bänden, von denen die historischen Bestände, darunter 80 Inkunabeln, ca. 75 % ausmachen. Sie umfasst die frühere Ratsbücherei, die ihrerseits im 16. Jahrhundert als Folge der Reformation aus einer von den Bürgermeistern Franz Wessel (1487–1570) und Nikolaus Gentzkow (1502–1576) veranstalteten Büchersammlung hervorgegangen und bis ins frühe 20. Jahrhundert kontinuierlich erweitert worden war, sowie eine Reihe wertvoller Privatbibliotheken, die vor allem im 19. Jahrhundert angekauft wurden, und zahlreiche historische Schulprogramme. 1937 erfolgte eine Teilung der Bibliothek, womit die Verantwortung für den Altbestand dem Stadtarchiv übertragen wurde, während die Stadtbibliothek Stralsund für die neue Literatur zuständig war. 1946 kam die Bibliothek des Gymnasiums Stralsund ebenfalls in die Obhut des Stadtarchivs. Von den Sondersammlungen besonders hervorhebenswert ist auch die Bibliothek des schwedischen Generalgouverneurs Axel Graf von Löwen, die 1761 als Teil seiner Sammlungen der Stadt Stralsund übergeben wurde.

## Schimmelbefall und Kulturgutverkauf

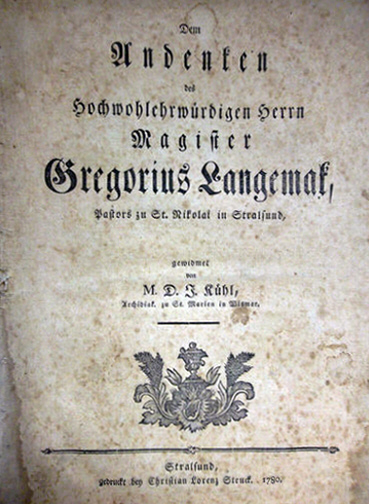
Gedenkschrift für Gregor Langemak aus dem Jahr 1780, einer der 2012 im Internet angebotenen Bände

Das Archiv wurde am 17. Oktober 2012 für die Öffentlichkeit geschlossen; als Grund wurde Schimmelbefall angegeben. Der Schimmelbefall war bekanntgeworden, nachdem die Stadt im Juni 2012 eine Veräußerung eines Teilbestandes der ehemaligen Gymnasialbibliothek an einen Antiquar vorgenommen hatte. Der Käufer hatte die Stadt über den schlechten Zustand der Bände unterrichtet.
Der Umfang der Veräußerung blieb zunächst unklar, der Käufer unbekannt. Der Archivar und Historiker Klaus Graf machte den Verkauf öffentlich und kritisierte ihn scharf. Am 30. Oktober 2012 bestätigte der Pressesprecher der Stadt, dass ein Antiquar die bisher im Stadtarchiv Stralsund befindliche Gymnasialbibliothek angekauft hatte. Ein Gremium der Bürgerschaft habe im nichtöffentlichen Teil einer Sitzung dem Verkauf zugestimmt. Nach der öffentlichen Tagesordnung geschah dies in der Sitzung des Hauptausschusses der Bürgerschaft am 5. Juni 2012. Der bedeutende Altbestand der Gymnasialbibliothek des Gymnasiums Stralsund enthielt archivalisch wertvolle Pomeranica, die insbesondere das geistige Leben in Stralsund und Vorpommern seit der Reformation spiegelten. Er wurde nach 1945 schrittweise vom Stadtarchiv übernommen, indem zunächst die für die Ersetzung der Kriegsverluste und die Ergänzung der bereits vorhandenen Bestände besonders geeigneten Teile im Umfang von ca. 1000 Bänden ab 1947 ins Archiv gelangten. Der übrige Teil der Gymnasialbibliothek, der nach einem Beschluss des Kulturausschusses der Stadt vom 7. Dezember 1946 verkauft oder vertauscht werden sollte, um eine „Zentral-Bibliothek der Lehrerschaft“ zu bilden, gelangte dann bis spätestens 1956 auch ins Stadtarchiv. Die Veräußerung dieser 5926 Bände löste in der Fachwelt, so etwa bei Harald Müller und Eric W. Steinhauer, starkes Befremden aus.
Am 12. November bat Oberbürgermeister Badrow den Käufer, zwecks Überprüfung des Verkaufs bis auf Weiteres von der Fortsetzung der Verkäufe Abstand zu nehmen. Dies sicherte der Käufer unmittelbar zu. Am 14. November 2012 meldete die Ostsee-Zeitung, dass der Antiquar den Verkauf gestoppt habe.
Bis Mitte November hatten über 2000 Menschen eine Online-Petition Rettet die Stralsunder Archivbibliothek unterzeichnet.
Am 20. November 2012 wurde das Gutachten der Historiker Nigel F. Palmer und Jürgen Wolf zum Verkauf der Gymnasialbibliothek veröffentlicht.
Im Ergebnis dieses Gutachtens war die Hansestadt Stralsund um eine Rückabwicklung des Verkaufs und eine Wiederherstellung der zerschlagenen Sammlung bemüht. Die Leiterin des Stadtarchivs, Regina Nehmzow, wurde nach dem öffentlichen Bekanntwerden des Schimmelbefalls bzw. des Verkaufs beurlaubt. Nachdem ein früherer, ungenehmigter Verkauf von 1.000 Büchern ans Licht kam, erstattete die Hansestadt Stralsund am 4. Dezember 2012 Anzeige gegen Nehmzow und kündigte den Arbeitsvertrag fristlos.
Von den 2012 verkauften 5926 Bänden konnten 5278 Bände vom Antiquar zurückgekauft werden. Weitere 63 Bände wurden der Stadt zurückgesandt oder über den freien Markt erworben. Es fehlen mit Stand vom Februar 2014 weiter 585 Bände, von denen mindestens drei von einem New Yorker Antiquar angeboten wurden. Dabei überstieg allein der für eine dreibändige Ausgabe mit Werken von Johannes Kepler geforderte Preis von umgerechnet 181.000 Euro den von der Stadt für alle Bände erzielten Erlös fast um das Doppelte. Zwischenzeitlich bot der Antiquar der Hansestadt Stralsund die Ausgabe zu dem Preis an, wofür er sie erworben hatte.
Am 4. Mai 2018 wurde eine zum Zentraldepot der Hansestadt Stralsund umgebaute ehemalige Nachrichtenzentrale der NVA als künftiger Aufbewahrungsort der Bestände des Stralsunder Stadtarchivs und des STRALSUND MUSEUMs vom Bauträger an die Nutzer übergeben. Am 27. Juni 2018 erfolgte die Einlagerung des ersten gereinigten Teilbestandes der Archivbibliothek (E 4°) ins Depot. Bis zum Sommer 2019 sollen alle benutzungsrelevanten Bestände gereinigt und im Zentraldepot eingelagert sein.
Am 20. Mai 2020 gab Archivdirektor Schleinert während einer Pressekonferenz bekannt, dass der Lesesaal ab dem 25. Mai 2020 wieder für die Benutzung geöffnet ist, allerdings unter Beachtung der notwendigen Hygienevorschriften aufgrund der Corona-Pandemie.

## Archivleiter
- 1919–1950 Fritz Adler
- 1952–1986 Herbert Ewe
- 1986–2009 Hans-Joachim Hacker
- 2009–2012 Regina Nehmzow
- seit 1. März 2014 Dirk Schleinert

## Veröffentlichungen
In der Reihe „Veröffentlichungen aus dem Stadtarchiv“ werden Erkenntnisse der Wissenschaftler publiziert.

### Archivgeschichte
- Arnold Brandenburg: Nachricht von der Entstehung und Einrichtung der Rathsbibliothek zu Stralsund, In: Ernst Heinrich Zober: Alphabetisches Verzeichniß der in der Rathsbibliothek zu Stralsund befindlichen Bücher, Löffler, Stralsund 1829, S. 3–39 (Digitalisat).
- Arnold Brandenburg: Das Rathhäusliche Archiv der Stadt Stralsund. In: Zeitschrift für Archivkunde, Diplomatik und Geschichte. hrsg. von L. F. Hoefer, H. A. Erhard u. Fr. L. B. von Medem, 1. Bd., Hamburg 1834, S. 76–100 (Digitalisat.)
- Hermann Hoogeweg: Die Entstehung des Stralsunder Stadtarchivs, In: Baltische Studien., NF 30 (1928), H. 1, S. 85–103 (Digitalisat in der Digitalen Bibliothek M-V).
- Herbert Ewe: Peter Pooth und seine Bedeutung für das Archiv. Ein Beitrag zur Geschichte des Stadtarchivs Stralsund. In: Greifswald-Stralsunder Jahrbuch. Bd. 5.1965, 8, S. 119–127.
- Herbert Ewe: Die Außenstelle des Stadtarchives Stralsund. In: Archivmitteilungen. Bd. 18.1968, 1, S. 37–41.
- Herbert Ewe: Das Bauwerk des ehemaligen Franziskanerklosters St. Johannis zu Stralsund und der Beginn seiner Restaurierung, In: Greifswald-Stralsunder Jahrbuch, Bd. 8.1968/69, 8, S. 121–138.
- Herbert Ewe: Schätze einer Ostseestadt. 7 Jahrhunderte im Stralsunder Archiv. (=Veröffentlichungen des Stadtarchivs Stralsund. Bd. 6), Herrmann Böhlaus Nachf., Weimar 1974.
- Herbert Ewe, Renate Schaarschuh: Stadtarchiv Stralsund 1949–1979, In: Archivmitteilungen, Bd. 29.1979, 3, S. 93–97.
- Hans-Joachim Hacker, Das Stralsunder Stadtarchiv 1945–1985, In: Jahrbuch für Regionalgeschichte, Bd. 15/2 (1988), S. 230–235.
- Hans-Joachim Hacker: Zum Urkundenbestand des Stadtarchivs Stralsund. In: Communitas et dominium. Festschrift zum 75. Geburtstag von Johannes Schildhauer, hrsg. von Horst Wernicke u. a., Großbarkau 1994, S. 94–101.
- Hans-Joachim Hacker: Das Stadtarchiv der Hansestadt Stralsund 1990–1995. In: Informationen zur modernen Stadtgeschichte. 1995, 2, S. 30–31.
- Hans-Joachim Hacker: Das Stralsunder Stadtarchiv. Schätze der bedeutendsten pommerschen Hansestadt. In: Pommern. Bd. 39.2001, 4, S. 27–31.
- Hans-Joachim Hacker: Die neue „Hauptstelle“ des Stadtarchivs – Am Johanniskloster 35. In: Zehn Jahre Stadterneuerung Hansestadt Stralsund., 2003, S. 80–81.
- Dirk Schleinert: Stadtarchiv Stralsund vor dem Neustart. Bewahrte Schätze treffen digitale Medien. In: Welt-Kultur-Erbe. Historische Altstädte Stralsund und Wismar, 2018, S. 72–73.

### Sog. „Causa Stralsund“
- Klaus Graf: Causa Stralsund. Darf eine Stadt ihr Kulturerbe in den Handel geben?. In: L.I.S.A. vom 13. November 2012
- Philipp Maaß: Der Ausverkauf der Gymnasialbibliothek im Stadtarchiv Stralsund. In: BuB : Forum Bibliothek und Information 65, Nr. 2 (2013), S. 84–86 Online-Fassung
- Klaus Graf: Lehren aus der Causa Stralsund: Mehr Schutz für historische Bestände. In: LIBREAS.Library Ideas Jg. 9, Heft 1 / Heft 22 (2013) PDF
- Dirk Schleinert: Überlegungen zur Rekonstruktion der Stralsunder Gymnasialbibliothek. In: Andrzej Puławski (Hrsg.): Die Bedeutung von Weiterverarbeitung digitalisierter Kopien regionaler Bibliotheksbestände im Netz / Znaczenie udoste̜pniania kopii cyfrowych regionalnych zbiorów bibliotecznych w sieci. Materiały z konferencji Stargard Szczeciński, 5 września 2014 r. Stargard 2014, S. 15–25.

### Sonstiges
- Stralsunder Bücherschätze. Harrassowitz Verlag, Wiesbaden 2017, ISBN 978-3-447-10834-8 (Rezension).